# 横浜御嶽神社
横浜御嶽神社（よこはまおんたけじんじゃ）は、神奈川県横浜市栄区上郷町にある神社。

## 概要
上郷町の中央、県道23号（環状4号線）沿いに鎮座している。
教派神道の一派である御嶽教（おんたけきょう）の流れをくむ、木曽御嶽山信仰の神社である。
創建は明治30年頃（1900年頃）とされるが、資料が乏しく詳細は不詳。

## 祭神
- 国常立尊
- 大己貴命
- 少彦名命